# هارولد جیمز موری
هارولد جیمز موری (انگلیسی: Harold James Murray) زاده ۲۴ ژوئن ۱۸۶۸م، در لندن و مرگ در تاریخ ۱۶ مه ۱۹۵۵م، در انگلستان، یک شخصیت فرهنگی، بازرس مدارس، نویسنده و مورخ شطرنج بریتانیایی بود. کتاب وی، با عنوان تاریخ شطرنج که در سال ۱۹۱۳م، انتشار یافت، یکی از آثار کلاسیک در ادبیات شطرنج محسوب می‌شود.

## پیشینه
هارولد جیمز روثون موری، سال ۱۸۶۸م، در ناحیه پکام در لندن به دنیا آمد. وی اولین فرزند خانواده؛ و در کنار ده فرزند دیگر خانواده که بعداً به دنیا آمدند، فرزند ارشد بود. پدر هارولد، جیمز موری، اولین ویراستار فرهنگ انگلیسی آکسفورد بود. هارولد، مقدمات تحصیل را در میل هیل گذراند و همزمان در وقت آزاد خود در ویرایش فرهنگ لغات، پدرش را یاری کرد. ادعا شده‌است که زمانی که او تحصیلات متوسطه را به پایان رسانده بود و خود را برای دانشگاه آماده می‌کرد، بیش از ۲۷ هزار، نقل قول گردآوری کرده بود که بعدها در فرهنگ انگلیسی آکسفورد، استفاده شدند.
هارولد در کالج بالیول، آکسفورد به ادامه تحصیل پرداخت و در سال ۱۸۹۰م، با نمرات ممتاز در رشته ریاضیات، فارغ‌التحصیل شد. سپس به عنوان استادیار مدرسه عالی در شهرستان سامرست، مشغول کار شد و در همین دوره شطرنج را آموخت. در سال ۱۸۹۷م، ازدواج کرد و در سال ۱۹۰۱م، به سمت بازرس مدارس، منصوب شد.
 در سال ۱۹۲۸م، هارولد جیمز موری به عضویت شورای عالی آموزش برگزیده شد. همچنین وی مدافع کودکان چپ دستی بود که در مقابل اصرار مقامات آموزشی آن زمان، برای استفاده همگانی از دست راست، مقاومت می‌کردند.
در سال ۱۸۹۷م، نویسندهٔ آلمانی کتاب تاریخ شطرنج اروپا، هارولد جیمز موری را تشویق کرد که به تحقیق در مورد پیدایش و تاریخ شطرنج در جهان بپردازد. هارولد به بزرگ‌ترین کتابخانه‌های وقت متوسل شد و برای پیشبرد مطالعات خویش، زبان آلمانی و عربی را آموخت. تحقیقات وی بیش از ۱۳ سال طول کشید و سرانجام در سال ۱۹۱۳م، با انتشار کتاب تاریخ شطرنج به ثمر رسید. این کتاب امروزه یکی از آثار کلاسیک در ادبیات شطرنج جهان محسوب می‌شود.